# Astoria (Amsterdam)
Gebouw Astoria is een monumentaal jugendstil-gebouw aan Keizersgracht 174-176 in Amsterdam, gebouwd in 1904-1905 in opdracht van, en als hoofdkantoor voor de Eerste Hollandsche Levensverzekerings Bank. Het gebouw, op de hoek van de Keizersgracht en Leliegracht, diende later tevens 15 jaar als hoofdkwartier van Greenpeace. In 2001 werd het aangewezen als rijksmonument.
Met zes etages en een maximale hoogte van 37 meter was gebouw Astoria een van de eerste kantoortorens in Nederland. Het gebouw werd ontworpen door H.H. Baanders en Gerrit van Arkel. Beide architecten ontwierpen veel gebouwen in Amsterdam in een voor hen typerende sobere, Nederlandse versie van de jugendstil, later bekend geworden als de Nieuwe Kunst.
Het gebouw heeft een met koper bedekt dak met een torentje en een decoratief ijzeren nokhek waarin de goudkleurige letters EHLB (voor Eerste Hollandsche Levensverzekerings Bank) verwerkt zijn. Het mozaïek hoog op de gevel toont een beschermengel met twee andere figuren.
In 1968-1969 werd het gebouw aan beide zijden in dezelfde stijl uitgebreid, naar een ontwerp van C. Wegener Sleeswijk.
Gebouw Astoria diende 15 jaar als het internationale hoofdkwartier van Greenpeace, vanaf de stichting van Greenpeace International in 1989. In het pand zijn later onder andere het consulaat van de Seychellen en Amsterdam International Fashion Week gevestigd.
Het gebouw maakt deel uit van hetzelfde huizenblok als het Anne Frank Huis.

## Afbeeldingen

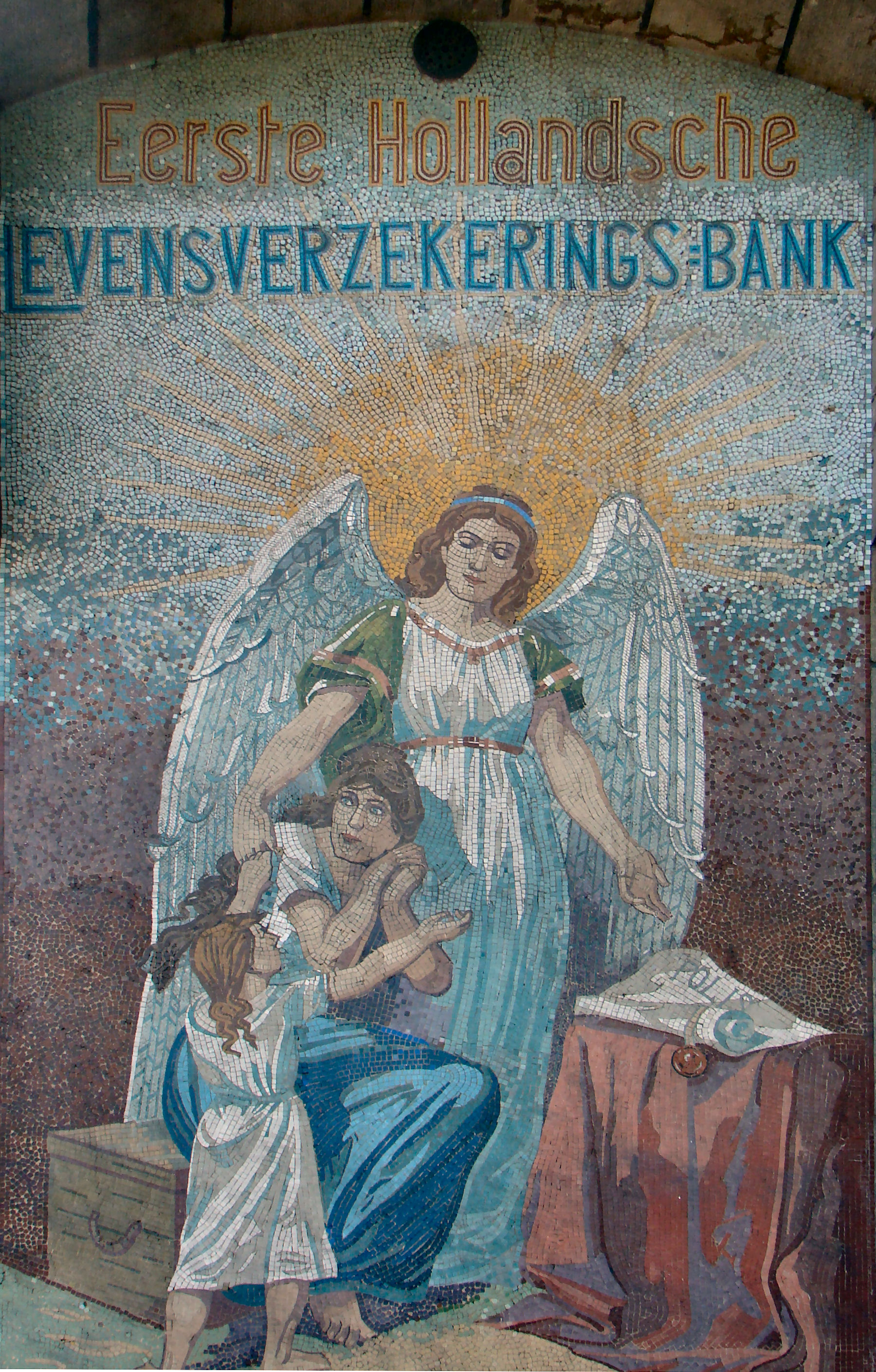
Het mozaïek op de zijgevel
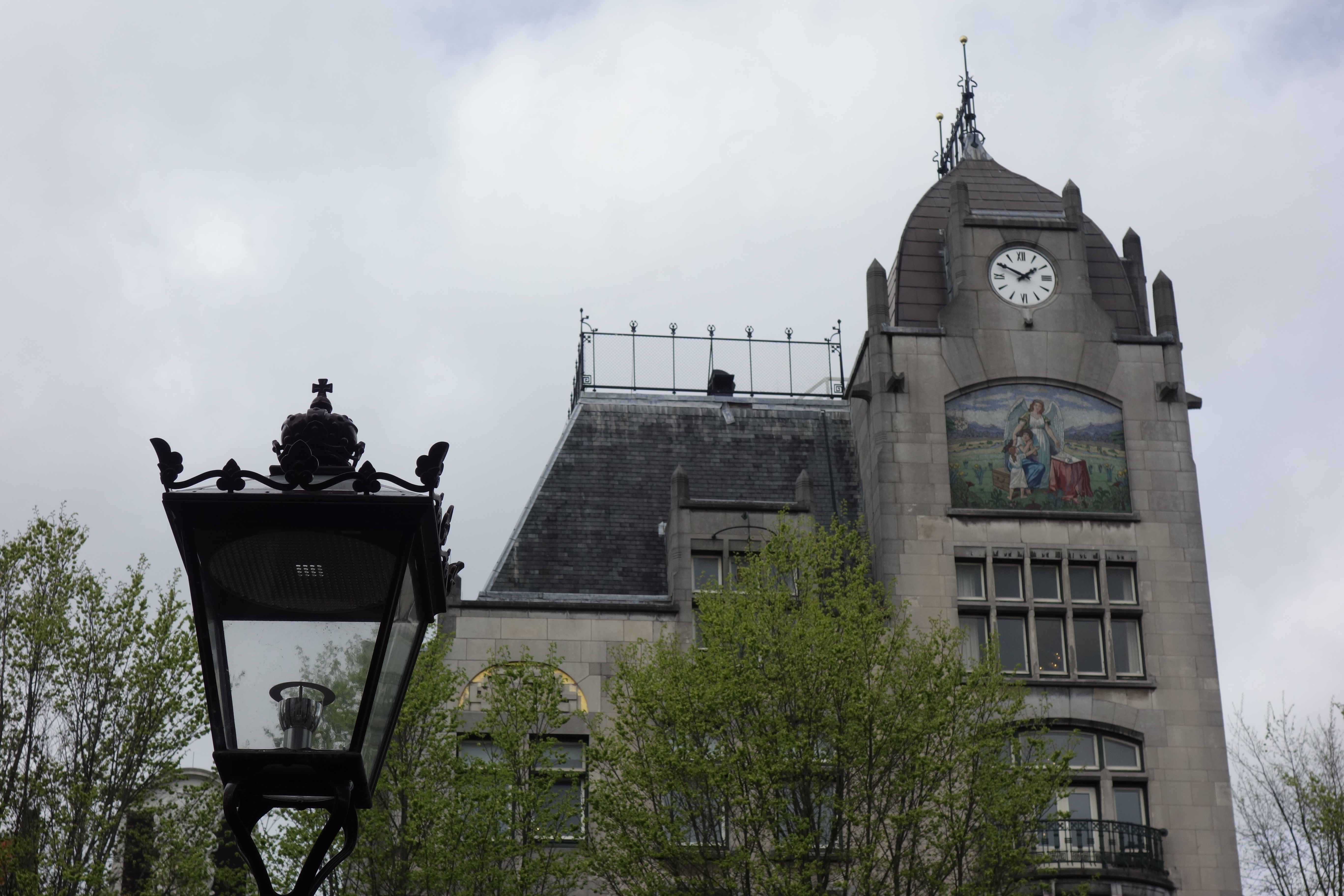